# Komuna e Postribës
Komuna e Postribës är en kommun i Albanien.   Den ligger i prefekturen Qarku i Shkodrës, i den norra delen av landet, 90 km norr om huvudstaden Tirana.
I omgivningarna runt Komuna e Postribës växer i huvudsak barrskog.  Runt Komuna e Postribës är det ganska tätbefolkat, med 96 invånare per kvadratkilometer.